# 厦门市第十中学
24°34′31″N 118°03′22″E / 24.575158°N 118.056005°E
厦门市第十中学，简称厦门十中，是中华人民共和国福建省厦门市集美区的完全中学，创于1975年。

## 学校荣誉
2007年，福建省一级达标高中
2010年，福建省中小学实施素质教育工作先进学校
2019年，降级为福建省二级达标高中

## 相关链接
- 厦门第十中学网站